# Joaquín Francisco Pacheco
Pour les articles homonymes, voir Pacheco.
Joaquín Francisco Pacheco y Gutiérrez Calderón, né en 1808 à Écija, près de Séville et mort à Madrid en 1865, était un homme d'État, avocat et écrivain espagnol.

## Biographie

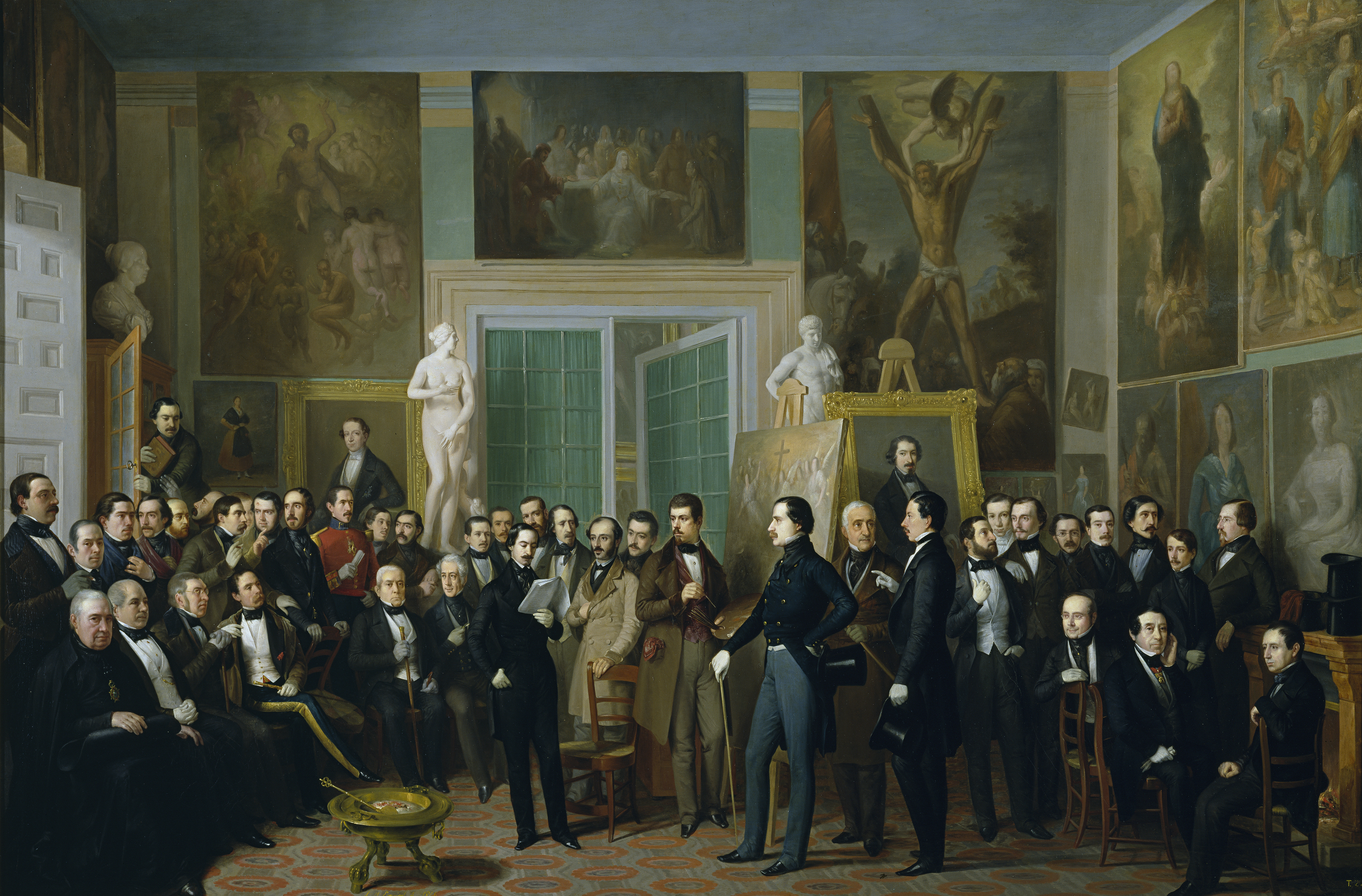
Joaquín Francisco Pacheco représenté dans La Réunion des poètes d'Antonio María Esquivel (1846).

Il fait des études de droit à l'université de Séville, avant d'être élu député de Cordoue en 1837. Joaquín Francisco Pacheco occupe ensuite différentes charges ministérielles, étant notamment ministre de l'Équipement, et brièvement président du Conseil des ministres du 28 mars au 31 août 1847. 
Il a écrit de nombres articles dans différentes revues comme El Artista, La Abeja, El Español, qui ont été rassemblés sous le titre Literatura, historia y política (Littérature, histoire et politique) en 1864. Pacheco a également publié des poèmes - "Meditación", "A la amnistía" - et un drame romantique qui se déroule dans la Séville médiévale, Alfredo, en 1835. Cette œuvre a fait l'objet d'éloges de la part de José de Espronceda et Juan Donoso Cortés ; pleine d'excès et de violence, elle narre les amours d'un jeune homme et de sa belle-mère. Il est également l'auteur du drame historique Los infantes de Lara (1836) et d'une Histoire de la régence de Marie-Christine (1841).